# Mijo Pikunić
Mijo Pikunić (Štinjan kraj Pule, 24. studenoga 1914. – Pula, 28. kolovoza 1976.), hrvatski visoki lokalni i državni dužnosnik, sudionik pokreta otpora u Drugome svjetskom ratu

## Životopis
Rođen u Štinjanu. U Puli završio industrijsku školu za tokara-mehaničara.
Zbog fašističkih pritisaka, rodni istarski poluotok napustio te kao brojni hrvatski domoljubi emigrirao 1936. s okupirane Istre u Hrvatsku, onda u Kraljevini Jugoslaviji. Snašao se u Zagrebu i već sljedeće godine povezao se s radničkim pokretom, KPH i sindikatima i djelovao u emigrantskom društvu Istra. Društvo je u članstvu imalo mladež antifašističkog opredjeljenja u borbi protiv tzv. očeva Istre, koje su optuživali da su sluge beogradskoga režima. 1940. godine učlanio se u KPH i bio suradnik sekretara CK KPH Rade Končara. Potajice se vratio u istarski kraj radi organizacije ustanka, prema zapovijedi KPH izdanoj po kapitulaciji Jugoslavije.
Našao je radno mjesto u brodogradilištu Venezia Giulia, čija je glavna djelatnost bila izgradnja i održavanje plovila i opreme za ratnu mornaricu. Također se upustio u ilegalnu podrivačku djelatnost u Štinjanu i Puli. Proširio je suradničku mrežu na Labin, Pazin, Prodol, Roveriju, Savičentu, Vodnjan. Jaku suradničku bazu uspostavio je s Dolinštinom (Medulinom, Vinkuranom, Pomerom i Premanturom). Pri odlasku 6. rujna 1942.na sastanak s predstavnicima KPI na kojem su imali dogovoriti zajedničko djelovanje protiv fašističkih organizacija, policija je uhitila njega i kolegu Marija Špilera. Brzo mu je suđeno i određena mu je 15-godišnja zatvorska kazna. Kaznu je odležavao u Castelfrancu (Modena). Crveni križ je posredovao pri puštanju iz zatvora. Pušten je travnja 1944. godine. Zatočeništvo ga nije obeshrabrilo nego se vrlo brzo opet uključio u NOP. Obnašao dužnost tajnika KK KPH Labin. Već niti mjesec i pol od puštanja, prvog dana lipnja 1944. postavljen je na dužnost komesara pazinskoga vojnog područja, a potom i puljskoga vojnog područja. Preživio je rat.
Nakon rata obnašao je visoke dužnosti u službi unutarnjih poslova. Obnašao dužnost predsjednika i tajnika puljskog kotara. Obnašao i visoke dužnosti u gospodarstvu. U Puli je bio direktorom Elektroistre od 1962. do odlaska u mirovinu 1964. godine.